# Templo Yongning
O pagode ou templo Yongning (chinês simplificado: 永宁 寺; chinês tradicional: 永寧 寺; pinyin: Yǒngníng Sì) foi um templo budista localizado em Luoyang. Foi um dos edifícios mais altos do mundo de 516 d.C. a 534 e o mais alto da china em sua época. O pagode de madeira foi construído durante a dinastia Uei do Norte em 516 d.C., mas não existe mais. Algumas fontes sugerem que ele tinha 147 metros de altura, o que o tornaria o edifício mais alto do mundo naquela época e o pagode mais alto já construído até a conclusão do templo Tianning (Changzhou) em 2007. De acordo com evidências descobertas por escavações arqueológicas modernas, o pagode tinha uma fundação quadrada de taipa com uma largura de 38,2 metros. A fundação de terra foi coberta por uma camada de tijolos de calcário de 2,2 metros de espessura. Bases dos pilares foram descobertas em cada canto do pagode. De acordo com Yang Xuanzhi, um escritor chinês que viveu em Luoyang no ano 520, o pagode podia ser visto de até 50 quilômetros. O pagode Yongning foi destruído em 534 quando foi atingido por um raio e pegou fogo.